# Teatro comunale Carlo Gesualdo
Il Teatro "Carlo Gesualdo" è il principale teatro di Avellino.
La struttura, alla cui inaugurazione, avvenuta nel 2002, vi fu la presenza del Presidente della repubblica,  Carlo Azeglio Ciampi, è stata riconosciuta  tra le migliori presenti in Italia per acustica tra i teatri di recente costruzione. Funzionalità e modernità sono i principali pregi del Gesualdo di Avellino, un fiore all'occhiello che dispone di ampi spazi di attesa e di una sala di sobria eleganza.

## Storia

### Teatro vecchio
Un Teatro intitolato a Carlo Gesualdo venne realizzato nel primo decennio dell'800, per volontà dell'intendente del Principato Ultra, Giacomo Mazas, intenzionato a regalare al "giovane" capoluogo di provincia un luogo di crescita sociale e culturale.
Il progetto non decollò mai del tutto e nel 1925 l'immobile che aveva ospitato la sala teatrale venne venduto e demolito negli anni 30 del novecento; al suo posto sorge Palazzo Sarchiola, al cui interno è affissa una lapide che ricorda l'antico teatro prospiciente sull'allora "Largo dei Tribunali"

### Teatro Nuovo
L'idea del teatro nacque dopo il terremoto del 23 novembre 1980, i fondi che arrivarono erano destinati sia alla ricostruzione che allo sviluppo della città, quindi le amministrazioni di allora decisero che bisognava dare un nuovo teatro alla città.
Il nuovo edificio fu progettato dagli architetti Carlo Aymonino e Gianmichele Aurigemma, i lavori per la costruzione dell'imponente struttura cominciarono nel 1992 e terminarono nove anni dopo, nel 2001.
Nel 2002 avvenne l'inaugurazione dello splendido teatro, nuovamente intitolato a Carlo Gesualdo, madrigalista del tardo Cinquecento e principe di Venosa (1566-1613), vissuto in Irpinia, nel comune di Gesualdo.
Costruito in pieno centro storico, sorge di fronte al castello medievale ed adiacente ad altre strutture artistiche e culturali presenti nei dintorni di piazza Castello, come il Conservatorio "Domenico Cimarosa", la casa della cultura di Victor Hugo, il Museo zoologico degli Invertebrati "L. Carbone" e la Casina del Principe.
Il "Gesualdo" è uno dei teatri più frequentati in Campania, può ospitare fino a 1200 spettatori, presenta una struttura moderna, esternamente a forma rettangolare, all'interno vi è la sala con una pianta a forma ovale, ove ai due lati sono presenti 12 palchi (6 per lato), altri 5 palchi sono presenti nelle retrovie della sala. Il teatro possiede un palcoscenico grande, moderno e tra i più attrezzati e moderni d'Italia, con un impianto acustico ritenuto tra i migliori presenti sul territorio italiano.
All'inaugurazione, avvenuta nel 2002, presero parte l'allora Presidente della repubblica, Carlo Azeglio Ciampi ed il sindaco di Avellino, Antonio Di Nunno, ove per l'occasione fu organizzato uno spettacolo dal titolo “Le nozze di Figaro” di Mozart.
Il teatro è sede del corso di laurea triennale dell'Accademia Nazionale di Danza in Discipline Coreutiche tecnico-compositive - Scuola di Coreografia, all'epoca unico corso di questo tipo in Italia.
Nei vari cartelloni delle stagioni teatrali, sono comparsi spettacoli di grandi attori italiani, alcuni dei quali Gigi Proietti, Massimo Ranieri, Vincenzo Salemme, Moni Ovadia, Monica Guerritore, Christian De Sica, Alessandro Siani, la Compagnia della Rancia, Michele Placido, Stefano Accorsi e tanti altri.
Il Gesualdo, da diversi anni, è una delle tappe del famoso programma televisivo Italia's Got Talent, dove durante la "tre giorni" si registrano massicce affluenze di pubblico da ogni parte d'Italia.

## Specifiche
- Palcoscenico (in legno):

Larghezza: 30 metri
Profondità: 17 metri
Spazio utile: (larghezza 26 metri, profondità 15 metri, altezza 17.50 metri)
Declivio: 2,5%
Altezza 17.50 metri
Altezza dal piano di platea 1.20 metri
- Golfo mistico:

Altezza 2.50 m
Larghezza 16.00 m
Profondità 5.00 m
- Boccascena:

Altezza 8.00 m
Larghezza 16.00 m